# Демешко Інна Миколаївна
Демешко Інна Миколаївна — кандидат філологічних наук, доцент кафедри української філології та журналістики Центральноукраїнського державного  університету
імені Володимира Винниченка.

## Життєвий і творчий шлях
Народилася на Кіровоградщині, у селі Іванківці Знам’янського району. У 1987 р. закінчила ЗОШ № 3 м. Кіровограда, у 1993 р. – факультет української філології
Кіровоградського державного педагогічного інституту ім. О. С. Пушкіна. 1993–1996 рр. – навчання в аспірантурі при кафедрі української мови Кіровоградського державного педагогічного університету ім. В. К. Винниченка. У 1996 р. захистила кандидатську дисертацію «Валентність суфіксів -ець
і -ок в українській мові» в Одеському державному університеті ім. І. І. Мечникова. З 1993 р. працювала на посаді асистента кафедри української мови Кіровоградського державного педагогічного інституту ім. В. К. Винниченка. З 1996 р. – старший викладач, з 2002 р. – доцент кафедри української мови. Нині доцент кафедри української філології та журналістики Центральноукраїнського державного університету імені Володимира Винниченка. 
На факультеті викладає курси: ВД "Інноваційні процеси в словотворі української мови", "Синтаксис сучасної української літературної мови", "Українська мова в журналістській діяльності", "Українська мова за професійним спрямуванням",  "Масова комунікація та інформація", "Практична стилістика", "Стилістика і культура мови", "Комунікативна лінгвістика". 

## Наукова діяльність
Автор понад 200 наукових і навчально-методичних публікацій із проблем словотвірної морфонології віддієслівних дериватів, словотвору неолексем, термінології, ономастики, фонетики, фонології, орфографії, лексикології, синтаксису сучасної української мови, теоретичної граматики української мови, інформаційно-аналітичної діяльності, методики навчання української мови у вищій школі тощо. Серед них: «Сучасна українська літературна мова. Вступ. Фонетика. Фонологія. Морфонологія. Орфоепія. Графіка. Орфографія. Лексикологія. Фразеологія. Лексикографія» (2000,  2003,  2013), «Практичний курс української мови» (2010, 2011, 2018), «Інформаційно-аналітична діяльність: модульний курс» (2011, 2016), «Сучасна українська літературна мова. Синтаксис (Словосполучення. Просте неускладнене речення) : модульний курс» (2012, 2020).

## Навчальні посібники
- Сучасна українська літературна мова (Вступ. Фонетика. Фонологія. Орфоепія. Графіка. Орфографія. Лексикологія. Фразеологія. Лексикографія) : навч.-метод. посіб. для студентів філол. спец. Кіровоград : Кіровоград : РВЛ КДТУ, 2001.  242 с.
- Практичний курс української мови : навч.-метод. посіб. для студ. філол. спец. Кіровоград : Центрально-Українське видавництво, 2002. 153 с. ISBN 966-583-147-X
- Практикум з української мови [Текст] : модульний курс : навч. посіб. для сам. роботи. Кіровоград : КОД, 2011. 364 с. ISBN 978-966-1508-73-5
- Інформаційно-аналітична діяльність: модульний курс : навч. посіб. Кіровоград : ПП „Авангард”, 2011. 200 с.
- Сучасна українська літературна мова. Вступ. Фонетика. Фонологія. Морфонологія. Орфоепія. Графіка. Орфографія. Лексикологія. Фразеологія. Лексикографія : таблиці, схеми : навч. посіб. 2-е вид., випр. і доп. Кіровоград : ПП „Авангард”, 2013. 328 с.  ISBN 978-966-2466-27-0
- Практичний курс української мови [Текст] : навч. посіб. Кіровоград : ПП „Центр оперативної поліграфії „Авангард”, 2016. 368 с.
- Інформаційно-аналітична діяльність : навч. посіб. 2-е вид., випр. і доп. Кіровоград, 2016. 300 с. ISBN 978-966-2466-43-0
- Сучасна українська літературна мова : Синтаксис. Словосполучення. Просте неускладнене речення : навч. посіб. 2-е вид., випр. і доп. Харків : ФОП Озеров Г. В., 2019. 248 с.